# Рубен Волковіскі
Рубен Волковіскі (ісп. Rubén Wolkowyski, 30 вересня 1973) — аргентинський баскетболіст.
Олімпійський чемпіон 2004 року, учасник 1996 року.
Переможець Панамериканських ігор 1995 року.
Срібний призер Чемпіонату світу 2002 року.
Чемпіон Америки 2001 року, срібний призер 1995, 2003 років, бронзовий призер 1993 року.